# Justyna Kasprzycka
Justyna Kasprzycka (née le 20 août 1987 à Głubczyce) est une athlète polonaise, spécialiste du saut en hauteur.

## Biographie

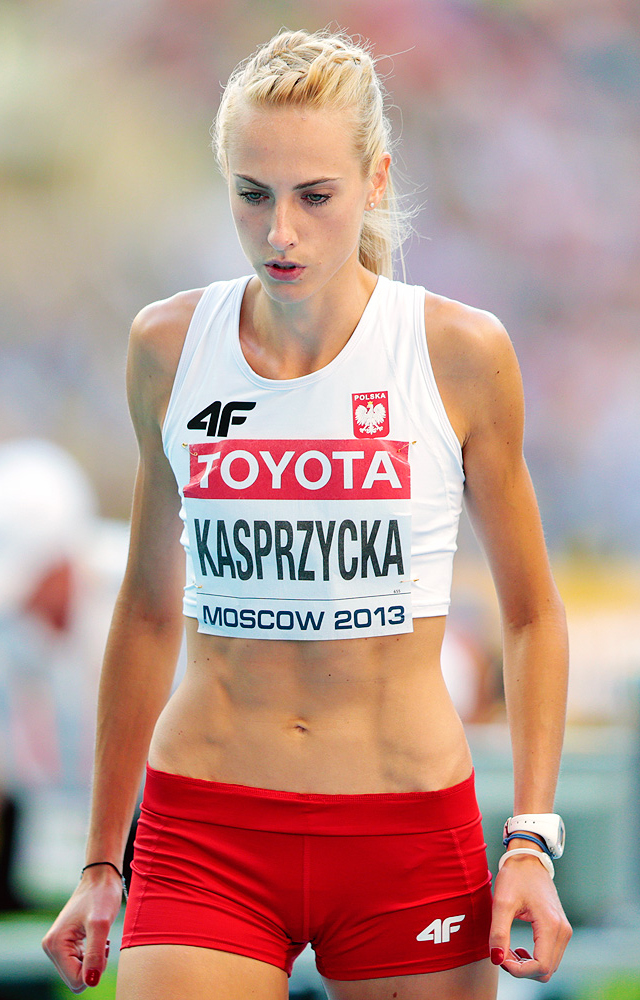
Justyna Kasprzycka lors des mondiaux 2013.

Neuvième et septième des Championnats d'Europe espoirs en 2007 et 2009, la Polonaise se révèle en 2013 lors des Championnats du monde de Moscou : elle se classe sixième de la finale avec un nouveau record personnel à 1,97 m, échouant aux essais pour la médaille de bronze. En fin de saison, elle gagne la médaille d'argent des Jeux de la Francophonie avec 1,88 m, devancée par la Française Melanie Skotnik (1,90 m).
Durant l'hiver 2014, Kasprzycka réalise sa meilleure performance personnelle en salle lors des qualifications des Championnats du monde en salle de Sopot. En finale, elle améliore ce record de deux centimètres pour le porter à 1,97 m mais échoue au pied du podium. Elle est devancée par sa compatriote Kamila Lićwinko et la Russe Mariya Kuchina qui remportent toutes les deux le titre avec 2,00 m et par l'Espagnole Ruth Beitia, médaillée de bronze (2,00 m).
Le 31 mai 2014, elle égale le record de Pologne à 1,99 m lors du Prefontaine Classic de Eugene (Oregon) avant d'échouer à 2,01 m. Elle se classe deuxième de la compétition derrière Anna Chicherova. 
Au mois d'août, Justyna Kasprzycka participe aux Championnats d'Europe de Zürich : elle égale durant la finale cette marque d'1,99 m avant d'échouer de très peu à 2,01 m. Elle est devancée aux essais pour la médaille de bronze par la Croate Ana Šimić. 
La saison en salle de la polonaise est ponctuée par des blessures : néanmoins, elle participe aux Championnats d'Europe en salle de Prague. En qualifications, elle porte sa meilleure marque de la saison à 1,94 m. Le lendemain, en finale, elle se classe sixième du concours en réalisant à nouveau cette marque. Elle échoue aux essais pour la médaille de bronze qui est remportée par sa compatriote Kamila Lićwinko.
Lors de la saison en plein air, elle réalise à nouveau cette marque par deux fois : à Rehlingen et à Birmingham. Mais elle se blesse à la cheville lors du meeting de New York et est contrainte d'annuler sa participation aux Championnats du monde de Pékin.
Elle reprend la compétition en juin 2017, après sa grave blessure, où elle franchit 1,70 m.
Elle met un terme à sa carrière le 16 septembre 2019, n'ayant jamais réussi à refranchir plus d'1,75 m.

## Palmarès
| Date | Compétition                       | Lieu     | Résultat | Marque |
| ---- | --------------------------------- | -------- | -------- | ------ |
| 2007 | Championnats d'Europe espoirs     | Debrecen | 9e       | 1,82 m |
| 2009 | Championnats d'Europe espoirs     | Kaunas   | 7e       | 1,79 m |
| 2010 | Championnats d'Europe par équipes | Bergen   | 12e      | 1,75 m |
| 2013 | Universiade                       | Kazan    | 8e       | 1,84 m |
| 2013 | Championnats du monde             | Moscou   | 5e       | 1,97 m |
| 2013 | Jeux de la Francophonie           | Nice     | 2e       | 1,88 m |
| 2014 | Championnats du monde en salle    | Sopot    | 4e       | 1,97 m |
| 2014 | Championnats d'Europe             | Zurich   | 4e       | 1,99 m |
| 2015 | Championnats d'Europe en salle    | Prague   | 6e       | 1,94 m |

## Records
| Épreuve         | Épreuve      | Performance | Lieu          | Date                     |
| --------------- | ------------ | ----------- | ------------- | ------------------------ |
| Saut en hauteur | En plein air | 1,99 m (NR) | Eugene Zurich | 31 mai 2014 17 août 2014 |
| Saut en hauteur | En salle     | 1,97 m      | Sopot         | 8 mars 2014              |